# Santiago Rebull (actor)
Santiago Rebull fue un actor nacido en Argentina que trabajó en cine en las décadas de 1940 y 1950. Si bien tuvo papeles como actor de reparto, los desempeñó con solvencia. Era uno de los actores favoritos del director Carlos Schlieper, que en general le asignaba roles de jardinero, mayordomo y mucamo. 

## Filmografía
Actor
- Los problemas de Papá (1954)
- Asunto terminado (1953)
- La casa grande (1953)
- Vuelva el primero (1952)
- Como yo no hay dos (1952)
- Cosas de mujer (1951)
- Escándalo nocturno (1951)
- Una noche cualquiera (1951)
- ¡Qué hermanita! (1951)
- Escuela de campeones (1950)
- Cuando besa mi marido (1950)
- Esposa último modelo (1950)
- Filomena Marturano (1950)
- Cita en las estrellas (1949)
- Chiruca (1948)
- La hostería del caballito blanco (1948)
- El retrato (1947)
- Adán y la serpiente (1946)
- Luisito (1943)
- Turbión (1938)